# Arre (Italie)
Pour les articles homonymes, voir Arre.
Arre est une commune de la province de Padoue, dans la région Vénétie, en Italie.

## Administration
| Période                                  | Période  | Identité       | Étiquette    | Qualité |
| ---------------------------------------- | -------- | -------------- | ------------ | ------- |
| 15 juin 2004                             | En cours | Franco Casotto | Lista Civica |         |
| Les données manquantes sont à compléter. |          |                |              |         |

### Communes limitrophes
Agna, Bagnoli di Sopra, Candiana, Conselve, Terrassa Padovana.

### Évolution démographique
Habitants recensés

## Jumelages
- Warmeriville (France).